# Cassiopeia
 Ikke at forveksle med Cassiopeia (album).
Cassiopeia er et af de mest kendte stjernebilleder. Det er let at finde på nattehimlen, dels fordi det aldrig går ned under horisonten, dels fordi det ligner et W.

## Tycho Brahe og Cassiopeia
Cassiopeia har indskrevet sit navn i astronomiens historie, fordi det var i det, Tycho Brahe observerede en ny stjerne, en stella nova, SN 1572 (SN står for supernova, og 1572 er årstallet). Indtil da havde man troet, at stjernehimlen var uforanderlig. Supernovaen i Cassiopeia er blandt de få, man har kunnet se med det blotte øje. Brahe observerede supernovaen 11. november 1572, da den skinnede klarere end Venus. I marts 1574 var den ikke længere synlig med det blotte øje. Man mener nu, at stjernen længst til højre vil eksplodere i løbet af de næste 50-100 år. I kosmisk sammenhæng er dette ekstremt kort tid.

## Mytologi
I græsk mytologi var Cassiopeia Cepheus af Etiopiens dronning. Deres datter Andromeda var kendt for sin skønhed, og Cassiopeia mente om sig selv, at hun var smukkere end nereiderne, havguden Poseidons døtre. Som straf for hendes hovmod dømte han hendes datter Andromeda til at stå lænket til en klippe, hvor et søuhyre ventede på hende. Perseus, der lige havde dræbt gorgonen Medusa, aftalte med Andromedas forældre, at han kunne gifte sig med pigen, hvis han dræbte søuhyret, før det dræbte hende. Det lykkedes ham, og hendes forældre arrangerede brylluppet, da Phineus dukkede op og hævdede sin ret til bruden. Han fik støtte af Cassiopeia og Cepheus, men Perseus tog livet af dem ved at vise dem Medusas afhuggede hoved. Poseidon placerede de døde blandt stjernerne – Cassiopeia med hovedet nedad det halve af året, som straf for sin forfængelighed.

## Særlige objekter
- Sjæltågen
- Hjertetågen